# 불멸의 밀사
불멸의 밀사는 김영순 감독, 제작의 1947년 한국 영화이다. 박창원이 출연하였다. 네덜란드 헤이그를 배경으로 펼쳐지는 한국사 영화이다. 특사 이준이 고종황제의 명을 받아 친서를 만국 평화회담에 전달코자 하였으나 일본의 방해로 말미암아 일을 하지 못하는 내용으로 구성되어 있다.

## 출연
- 박창원

## 제작진
- 조명: 이병준